# Liste der denkmalgeschützten Objekte in Kladno
Grundlage dieser Liste der denkmalgeschützten Objekte in Kladno ist die ÚSKP-Liste (Ústřední seznam kulturních památek České republiky, deutsch Zentrale Liste der Kulturdenkmäler der Tschechischen Republik), die von der tschechischen Denkmalschutzbehörde NPÚ (Národní památkový ústav, deutsch Nationale Denkmalbehörde) seit 1987 geführt wird und an die seit dem Jahr 1850 geschaffenen Listen anschließt.

## Denkmalgeschützte Objekte nach Ortsteilen

### Kladno
| Lage                                                                                                   | Objekt                                             | Beschreibung | ÚSKP-Nr.                  | Bild                                      |
| --- | -------------------------------------------------- | --- | ------------------------- | ----------------------------------------- |
| Kladno, Na kopci 403 (Standort)                                                                        | Bergwerk Kübeck                                    | Kohlebergwerk Tiefsee KÜBECK/Nr. II, davon nur: Bergbauturmgebäude, Maschinenraum-Bergbaumaschinen, Ventilatorraum und Büros, Elektrobergbaumaschine Siemens-Halske. Die Bergbaumaschine wird ca. 2003/04 verschrottet; der Bereich wird heute als Autowerkstatt genutzt.                                                      | 51096/2-4467 Info Katalog | weitere Bilder                            |
| Kladno, jižní okraj Vojtěšské hutě, k. ú. Kladno a Kročehlavy (Standort)                               | Kalkbrennerei                                      | Kalkbrennerei – drei Türme von Schacht Kalköfen Nr. III, IV., V. Parc. Kladno 5918/203, Kroehlava 1952/21. Südlich der Adressen Huské p. 235, 234. | 102997 Info Katalog       | weitere Bilder                            |
| Kladno, Huťská 275/5 (Standort)                                                                        | Villa Bachrovna                                    | Freistehende Villa mit gegliedertem Grundriss mit verschiedenen Etagen und einer Fassade im Geiste der englischen Romantik. Das Haus wurde 1850–54 nach einem Projekt eines unbekannten Architekten erbaut. | 41822/2-679 Info Katalog  | weitere Bilder                            |
| Kladno, Příční 1533, Dukelských hrdinů (Standort)                                                      | Vereinshaus Poldi SONP                             | Das Vereinshaus Poldi SONP, das so genannte Poldihaus, wurde 1902–1903 nach einem Entwurf von Josef Hoffmann im Stil der architektonischen Moderne erbaut. Hofmann war zusammen mit Franz Messner auch Schöpfer der kompletten Inneneinrichtung. Das Vereinshaus ist eines der am besten erhaltenen architektonischen Gebäude. | 18092/2-4035 Info Katalog | Vereinshaus Poldi SONP                    |
| Kladno, Zádušní 1 (Standort)                                                                           | Schloss Kladno                                     | Der Kern des Komplexes (das Schloss mit dem Park und dem Wirtschaftsgebäude wird von Mauern mit Tor umgeben) ist eine einstöckige Adelsresidenz auf dem U-förmigen Grundriss, die von einem Satteldach gekrönt wird. Die Renaissancefestung wurde von Kilian Ignaz Dientzenhofer im Barockstil umgebaut.                       | 15036/2-526 Info Katalog  | weitere Bilder                            |
| Kladno, náměstí Starosty Pavla, parc. 5000 (Standort)                                                  | Kirche Mariä Himmelfahrt                           | Neoromanische dreischiffige Basilika mit halbkreisförmigem Chor und prismatischem Turm in der Achse. Die Kirche wurde 1898–1900 nach einem Entwurf von Louis Lábler an der Stelle einer gotischen Kirche errichtet. | 17949/2-3026 Info Katalog | weitere Bilder                            |
| Kladno, náměstí Starosty Pavla, parc. 4999 (Standort)                                                  | Skulpturen der Jungfrau Maria                      | Hochbarocke Skulptur, 1739–1741 nach Plänen von Kilian Ignatius Dienzenhofer. Werke des Bildhauers Karel Josef Hiernl und des Steinmetzes Johann Baumgartner. | 25240/2-529 Info Katalog  | weitere Bilder                            |
| Kladno, náměstí Starosty Pavla 44 (Standort)                                                           | Rathaus                                            | Rathaus mit zwei Etagen und drei Flügeln auf einem gegliederten Grundriss. Das Rathaus aus der Neorenaissance wurde 1898–99 nach einem Projekt von Jan Vejrych erbaut. Fassadenverzierungen von Adolf Liebscher. | 27335/2-3025 Info Katalog | weitere Bilder                            |
| Kladno, náměstí Starosty Pavla 1464, Kladno (Standort)                                                 | Haus Nr. 1464                                      | Stadthaus. Das neuromanische Gebäude des Anwesens von 1898. | 36955/2-4033 Info Katalog | Haus Nr. 1464                             |
| Kladno, náměstí Starosty Pavla 2 (Standort)                                                            | Dekanat                                            | Der Komplex, bestehend aus dem Gebäude des eigenen Dekans, dem Bauernhaus und einer Mauer mit einem Tor, bildet ein besonderes städtebauliches Element der Westseite des Platzes. Die Barockanlage aus dem 17.–18. Jahrhundert erfuhr zwischen 1804 und 1806 eine bedeutende klassizistische Umgestaltung.                     | 14824/2-3027 Info Katalog | weitere Bilder                            |
| Kladno, náměstí Starosty Pavla 5 (Standort)                                                            | Arbeiterhaus                                       | Das Haus mit seiner reich verzierten Neorenaissance-Fassade aus dem Jahr 1907 entstand durch die Verbindung von drei Gebäuden. Der Kern ist das ehemalige Hotel Böhmischer Hof. Das Gebäude wird in der Stadtplanung genutzt und ist weitgehend in authentischer Form erhalten.                                                | 31669/2-678 Info Katalog  | weitere Bilder                            |
| Kladno, T. G. Masaryka 91 (Standort)                                                                   | Haus Nr. 91                                        | Ein Reihenhaus mit reichem Stuck- und Sgraffitodekor an der Hauptfassade ist ein Beispiel für ein wertvolles Gebäude aus der Neorenaissance. | 15069/2-4028 Info Katalog | Haus Nr. 91                               |
| Kladno, T. G. Masaryka, Floriánské náměstí, parc. 4921 (Standort)                                      | Kapelle St. Florian                                | Kapelle St. Florián ist das letzte nach dem Projekt des Architekten Kilian Dienzenhofer realisierte Gebäude. Grundsteinlegung im Jahr 1721. | 14468/2-525 Info Katalog  | weitere Bilder                            |
| Kladno, Gorkého 499, T. G. Masaryka (Standort)                                                         | Apotheke                                           | Ehemalige Apotheke Zur Goldenen Krone | 33056/2-527 Info Katalog  | weitere Bilder                            |
| Kladno, T. G. Masaryka 100 (Standort)                                                                  | Kino                                               | Stadthaus – ehemaliges Kino Korso (Oko). | 17229/2-4029 Info Katalog | Kino                                      |
| Kladno, Zádušní 351 (Standort)                                                                         | Restaurant Zum Würfel                              | Restaurant Zum Würfel | 35044/2-677 Info Katalog  | Restaurant Zum Würfel                     |
| Kladno, Plk. Stříbrného 686 (Standort)                                                                 | Synagoge                                           | Eine ehemalige Synagoge, heute Hus-Gemeinde der tschechoslowakischen Hussitenkirche. | 21757/2-4030 Info Katalog | weitere Bilder                            |
| Kladno, Plk. Stříbrného 705, Kladno (Standort)                                                         | Haus Nr. 705                                       | Wohnhaus. An der Fassade der Gedenktafel Oberst Julian Stříbrný. | 23395/2-4031 Info Katalog | Haus Nr. 705                              |
| Kladno, Poštovní náměstí 706 (Standort)                                                                | Haus Nr. 706                                       | Wohnhaus | 34724/2-4032 Info Katalog | Haus Nr. 706                              |
| Kladno, Poštovní náměstí 26 (Standort)                                                                 | Haus Nr. 26                                        | Stadthaus. Wohnhaus, Hofmauer. | 26274/2-4027 Info Katalog | Haus Nr. 26                               |
| Kladno, Poštovní náměstí 2357 (Standort)                                                               | Post                                               | Das dominierende dreigeschossige Gebäude auf dem L-förmigen Grundriss aus Stahlbeton in Kombination mit Mauerwerk. Das Haus stammt aus der Ersten Republik. | 20897/2-4046 Info Katalog | weitere Bilder                            |
| Kladno, Gen. Klapálka 1641, Petra Bezruče (Standort)                                                   | Ehemaliges Bezirkshaus                             | Mittelböhmische Wissenschaftsbibliothek in Kladno. Das zweigeschossige Eckhaus mit Stuckverzierung wurde 1909–11 nach dem Entwurf von Josef Mařík und Karel Šidlík erbaut. | 27598/2-4037 Info Katalog | weitere Bilder                            |
| Kladno, Divadelní 1702 (Standort)                                                                      | Theater                                            | Jugendstilgebäude, erbaut zwischen 1910–1911 nach dem Projekt von Koteras Schüler Jaroslav Rössler. In den Jahren 1918–20 wurde das Theater durch den Kladnoer Architekten Hrabět um den zweiten Stock im hinteren Gebäudeteil erheblich erweitert.                                                                            | 17366/2-4039 Info Katalog | weitere Bilder                            |
| Kladno, Dvořákovy sady, parc. 5166 (Standort)                                                          | Denkmal für die Mutter von Antonín Dvořák          | Denkmal für die Mutter von Antonín Dvořák. Die Mutter des Komponisten, Anna, wurde hier am 17. Dezember 1882 auf dem Friedhof in Kladno beigesetzt. | 31204/2-530 Info Katalog  | Denkmal für die Mutter von Antonín Dvořák |
| Kladno, Cyrila Boudy 2049, Petra Bezruče (Standort)                                                    | Villa Procházkova                                  | Villa Procházkova | 40632/2-4044 Info Katalog | weitere Bilder                            |
| Kladno, Růženy Svobodové 2597 (Standort)                                                               | Kindergarten                                       | Kindergarten | 18392/2-4047 Info Katalog | weitere Bilder                            |
| Kladno, náměstí Edvarda Beneše 1573, Purkyňova, Cyrila Boudy, Váňova, náměstí 17. listopadu (Standort) | Gymnasium                                          | Gymnasium | 21318/2-2884 Info Katalog | weitere Bilder                            |
| Kladno, Kleinerova 1504, náměstí Dr. Edvarda Beneše (Standort)                                         | Villa Nr. 1504                                     | Villa Libochvile | 34214/2-4034 Info Katalog | Villa Nr. 1504                            |
| Kladno, náměstí Edvarda Beneše 1997 (Standort)                                                         | Revier-Bruderkasse                                 | Revier-Bruderkasse von 1923 bis 1924 nach dem Projekt Alois Dryák; seit 1987 Sitz des Bezirksgerichtes in Kladno. | 27633/2-4043 Info Katalog | weitere Bilder                            |
| Kladno, Saskova 1695, Vašatova, náměstí Svobody (Standort)                                             | Druckerei                                          | Druckerei | 30617/2-4038 Info Katalog | weitere Bilder                            |
| Kladno, Jana Palacha 1840, K nemocnici (Standort)                                                      | Sekundarschule für Maschinenbau und Elektrotechnik | Sekundarschule für Wirtschaftsingenieurwesen und Elektrotechnik | 31072/2-4040 Info Katalog | weitere Bilder                            |
| Kladno, náměstí Svobody 2003, Čs. armády (Standort)                                                    | Hornicka - Volkshaus                               | Bergbau-Volkshaus. Heute Sitz einer Sparkasse. | 24087/2-680 Info Katalog  | weitere Bilder                            |
| Kladno, náměstí Svobody 1976, K nemocnici (Standort)                                                   | Poliklinik                                         | Krankenhaus. Ursprünglich das Kreiskrankenkasse, heute Poliklinik. | 14816/2-4042 Info Katalog | weitere Bilder                            |
| Kladno, Maroldova 2304, K nemocnici 2305, 2306 (Standort)                                              | Wohnblock Nr. 2304, 2305, 2306                     | Wohnhaus – Block der Häuser Nr. 2304–2306. Ein Block von drei Häusern für Beamte gebaut von 1928 bis 1931 nach dem Entwurf von Oldřich Starý. | 24055/2-4045 Info Katalog | weitere Bilder                            |
| Kladno, Maroldova 1967, 1968 a 1969 (Standort)                                                         | Häuser Nr. 1967 - 1969                             | Wohnhaus – eine Reihe von drei Häusern Nr. 1967–1969. Von 1922 bis 1923 wurde ein Block mit drei Rondokubistenhäusern nach einem Entwurf von Véclav Koar und Jan Pilar errichtet. | 15455/2-4041 Info Katalog | weitere Bilder                            |
| Kladno, Vančurova 1548 (Standort)                                                                      | Krankenhaus                                        | Gebäude von 1902–03, der älteste Teil des Regionalkrankenhauses von Kladno. | 34686/2-4036 Info Katalog | weitere Bilder                            |
| Kladno, Vítězná 2955, 2956, 2957, 2958, 2959, 2960, Petrohradská (Standort)                            | Wohnhäuser Nr. 2955 – 2960                         | Eine Reihe von sechs Mehrfamilienhäusern, so genannte Rozdělover Türme. | 40302/2-4049 Info Katalog | weitere Bilder                            |

### Švermov

#### Motyčín
| Lage                                                                          | Objekt       | Beschreibung | ÚSKP-Nr.                  | Bild           |
| ----------------------------------------------------------------------------- | ------------ | --- | ------------------------- | -------------- |
| Motyčín, náves, u domu Vyšehrad čp. 246, parc. 1, Motyčín, Švermov (Standort) | Kapelle      | Architektonisch interessantes und beeindruckendes Beispiel einer kleinen spätbarocken Kapelle. Das Gebäude auf einem rechteckigen Grundriss mit einem massiven runden Glockenturm und einer einfach gegliederten Fassade aus dem frühen 19. Jahrhundert ist ohne größere Umbauten erhalten geblieben. | 35097/2-4189 Info Katalog | weitere Bilder |
| Motyčín, Havlíčkovo náměstí 49, Motyčín, Švermov (Standort)                   | Arbeiterhaus | Sozialhaus – Arbeitshaus | 11630/2-684 Info Katalog  | BW             |

### Dubí
| Lage                                                           | Objekt                              | Beschreibung                                                              | ÚSKP-Nr.                 | Bild           |
| -------------------------------------------------------------- | ----------------------------------- | ------------------------------------------------------------------------- | ------------------------ | -------------- |
| Dubí, v lese „u Jána“, parc. 1899, 1900, 1901, Dubí (Standort) | Kirche des Hl. Johannes des Täufers | Kirche Johannes der Täufer, Leichenhalle mit Glockenturm, Umgebungsmauer. | 27523/2-531 Info Katalog | weitere Bilder |
| Dubí, Oldřichova, parc. 1780, Dubí (Standort)                  | Bahnhofsgebäude Stary Kladno        | Bahnhof – Güterbahnhofsgebäude Alt-Kladno                                 | 33098/2-528 Info Katalog | BW             |
| Dubí, Vrapická 601 (Standort)                                  | Arbeiterhaus                        | Sozialhaus – Arbeitshaus                                                  | 11650/2-681 Info Katalog | weitere Bilder |

### Kročehlavy
| Lage                                                                         | Objekt    | Beschreibung | ÚSKP-Nr.                  | Bild           |
| ---------------------------------------------------------------------------- | --------- | --- | ------------------------- | -------------- |
| Kročehlavy, Dlouhá 33, Kročehlavy (Standort)                                 | Brauerei  | Brauerei, davon nur: Empfangsgebäude | 26579/2-4048 Info Katalog | Brauerei       |
| Kročehlavy, jižní okraj Vojtěšské hutě, k. ú. Kladno a Kročehlavy (Standort) | Kalkstein | Kalkstein – drei Türme von Schacht Kalköfen Nr. III, IV., V. Parc. Kladno 5918/203, Kroehlava 1952/21. Südlich der Adressen Huské Nr. 235, 234. | 102997 Info Katalog       | weitere Bilder |

### Rozdělov
| Lage                                                          | Objekt                   | Beschreibung                                              | ÚSKP-Nr.                  | Bild           |
| ------------------------------------------------------------- | ------------------------ | --------------------------------------------------------- | ------------------------- | -------------- |
| Rozdělov, Vašíčkova 466, Rozdělov (Standort)                  | St.-Wenzels-Kirche       | Wenzelskirche mit Pfarrei                                 | 26879/2-4050 Info Katalog | weitere Bilder |
| Rozdělov, Vašíčkova 466, Rozdělov ()                          | Pfarrhaus                | Römisch-katholische Pfarrei der Wenzelskirche in Rozdélov | 36510/2-4050 Info Katalog | weitere Bilder |
| Rozdělov, náměstí Jana Opletala, st. 988, Rozdělov (Standort) | Kapelle des Hl. Nikolaus | St.-Nikolaus-Kapelle mit drei alten Bäumen                | 10118/2-4205 Info Katalog | weitere Bilder |

### Vrapice
| Lage                                         | Objekt                    | Beschreibung                                                  | ÚSKP-Nr.                 | Bild           |
| -------------------------------------------- | ------------------------- | ------------------------------------------------------------- | ------------------------ | -------------- |
| Vrapice (Standort)                           | St.-Nikolaus-Wehrkirche   | Nikolauskirche. Die älteste Kirche auf dem Gebiet von Kladno. | 15538/2-532 Info Katalog | weitere Bilder |
| Vrapice, bei der Landstraße nach Cvrčovic () | Ludmila-Bergwerk mit Turm | Kohlebergwerk Ludmila, Bergbauturm                            | 52962/2-475 Info Katalog |                |